# Conrad al III-lea, Rege romano-german
Conrad al III-lea  (n. 1093, Bamberg, Bayerischer Reichskreis⁠(d), Germania – d. 15 februarie 1152, Bamberg, Bayerischer Reichskreis⁠(d), Germania) a fost primul rege romano-german aparținând dinastiei Hohenstaufen. El a fost fiul lui Frederic I, ducele Suabiei, și al soției sale, Agnes, una dintre fiicele împăratului Henric al IV-lea al Sfântului Imperiu Roman.

## Viața și domnia
Conrad a fost numit duce de Franconia de către unchiul său, împăratul Henric al V-lea, în anul 1115. Un an mai târziu, el era deja regent al Germaniei, împreună cu fratele său mai mare, Frederic al II-lea, duce de Suabia. La moartea lui Henric al V-lea (1125), Conrad l-a sprijinit pe fratele său Frederic în disputa pentru ocuparea tronului german, însă fără succes, tronul fiind ocupat de Lothar al III-lea, ducele de Saxonia. Asupra lui Frederic a fost lansat un interdict, iar Conrad a fost deposedat de stăpânirea asupra Franconiei și a regatului Burgundiei. Beneficiind de sprijinul orașelor imperiale, al Suabiei și al ducatului de Austria, Conrad a fost ales ca anti-rege la Nürnberg în decembrie 1127.
Imediat după aceea, Conrad a traversat Alpii pentru a fi încoronat ca rege al Italiei de către Anselm al V-lea, arhiepiscopul de  Milano. Cu toate acestea, pe parcursul următorilor doi ani, el nu a reușit să obțină nimic în Italia, drept pentru care a revenit în Germania în 1130, după ce orașele Nürnberg și Speyer, care îi acordaseră sprijinul, căzuseră în mâinile rivalului său, regele Lothar al III-lea în 1129. Conrad și-a continuat opoziția față de Lothar, însă atât el cât și fratele său Frederic nu au putut decât să ia la cunoștință faptul că deja Lothar devenise împărat în 1135, timp în care Conrad, recunoscând noua realitate, a fost nevoit să renunțe la titlul de rege al Italiei. După acest episod, cei doi au obținut iertarea și li s-a permis să își reia vechile posesiuni.

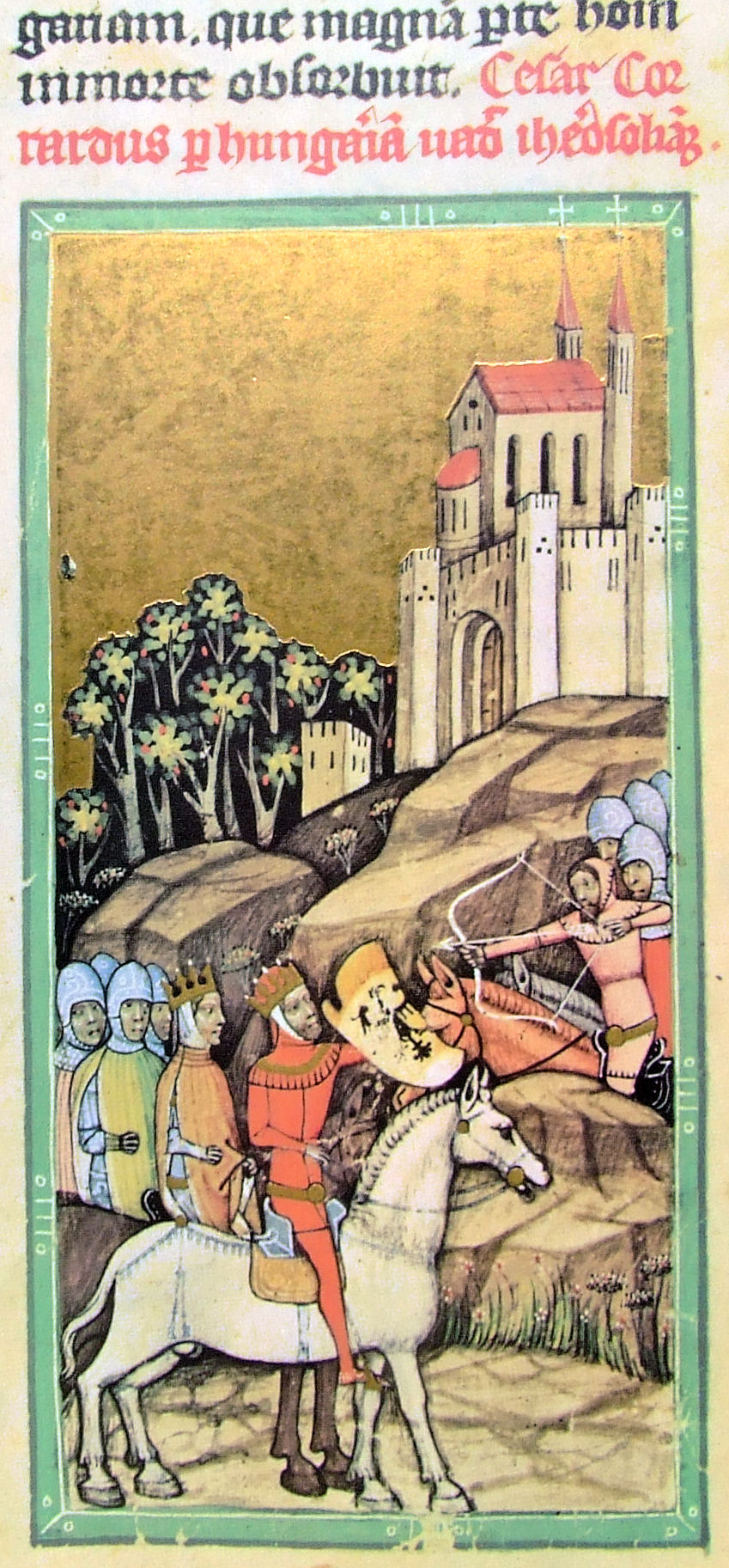
Conrad al III-lea și trupele sale în Ungaria (imagine din Chronicon Pictum)

După moartea lui Lother (în decembrie 1137), Conrad a fost ales rege la Koblenz în data de 7 martie 1138, în prezența legatului papal Theodwin. Șase zile mai tîrziu (13 martie), el a fost încoronat solemn la Aachen și a fost confirmat la Bamberg de către diferiți principi din sudul Germaniei. Dat fiind că Henric cel Mândru, ginere și considerat moștenitor al lui Lothar și totodată cel mai puternic principe al Germaniei, a refuzat să îl recunoască pe noul rege, Conrad l-a deposedat de toate posesiunile sale, oferind ducatul de Saxonia lui Albert Ursul, iar pe cel de Bavaria lui Leopold al IV-lea, margraf de Austria. Cu toate acestea, Henric "cel Mândru" și-a menținut loialitatea din partea supușilor săi. Ca urmare, a izbucnit războiul civil, moment care este considerat drept primul act al viitoarelor lupte dintre guelfi și ghibelini, care se vor extinde în principal pe teritoriul Italiei. După moartea lui Henric (octombrie 1139), oponenții au continuat lupta contra Hohenstaufenilor, grupându-se în jurul fiului acestuia, Henric Leul, susținut de saxoni, ca și de fratele său, Welf al VI-lea. Acesta din urmă a fost înfrânt de către Conrad, după un îndelungat asediu, la Weinsberg în decembrie 1140, însă abia în mai 1142 s-a ajuns la încheierea unui acord, semnat la Frankfurt.
În același an, Conrad a pătruns în Boemia, pentru a-l reinstala pe cumnatul său, Vladislav al II-lea al Boemiei ca principe. Încercarea de a face același lucru cu un alt cumnat, principele polon Ladislau cel Exilat, a eșuat, dat fiind că, în acel moment, Bavaria, Saxonia și alte regiuni ale Germaniei se aflau în pragul unei răscoale, Conrad fiind nevoit să se întoarcă în Germania.

## Cruciada a doua
În 1147 Conrad l-a auzit pe Sfântul Bernard de Clairvaux propovăduind Cruciada a doua la Speyer și s-a lăsat convins să se alăture regelui Ludovic al VII-lea al Franței într-o nouă expediție în Țara Sfântă. Înainte de a pleca, le-a cerut nobililor să îl aleagă și să-l încoroneze ca rege german pe fiul său, Henric Berengar pentru a rezolva problema succesiunii, în cazul unor evenimente nefericite în timpul cruciadei. Armata sa număra 20 000 de oameni și a pornit pe ruta de uscat, traversând Ungaria și provocând unele tulburări în teritoriile bizantine străbătute. Trupele au ajuns până la urmă la Constantinopol către septembrie 1147, înaintea celor venite din Franța.
Conrad nu a urmat drumul de-a lungul coastei Asiei Mici prin teritoriul deținut de creștini (și pe unde trimisese pe cei mai mulți dintre non-combatanți), ci a preferat să străbată direct prin Anatolia. La 25 octombrie 1147, armata sa a fost atrasă în capcană și înfrântă de către turcii selgiucizi în cadrul bătăliei de la Dorylaeum. Conrad și cei mai mulți dintre cavaleri au reușit să scape, însă majoritatea infanteriștilor a fost fie ucisă, fie capturată. Restul de 2000 de oameni rămași din armata germană s-a retras cu greu la Niceea, unde mulți dintre supraviețuitori au dezertat și au căutat să se întoarcă acasă. Conrad și puținii însoțitori rămași au trebuit să fie escortați de către cruciații francezi până la Lopadium (astăzi, Uluabat), unde s-au raliat principalei armate franceze comandate de regele Ludovic al VII-lea. Conrad a contractat o boală puternică la Efes și a fost trimis pentru a se recupera la Constantinopol, unde a fost îngrijit de către însuși împăratul Manuel I Comnen. După ce și-a revenit, regele Germaniei a navigat până la Acra, de unde a reușit să ajungă la Ierusalim. De asemenea, el a participat la nefericitul asediu al Damascului, în timpul căruia a avut mai multe neînțelegeri cu aliații săi francezi. Încercarea de a asalta Ascalon a eșuat și ea, după care Conrad a revenit în Germania.
În anul 1150 Conrad și fiul său Henric Berengar i-au învins pe Welf al VI-lea și pe fiul acestuia, Welf al VII-lea în bătălia de la Flochberg. În același an însă, Henric Berengar s-a stins din viață, astfel încât a fost redeschisă chestiunea succesiunii. Welfii și Hohenstaufenii au încheiat pacea în 1152, așa încât a fost asigurată succesiunea în mod pașnic pentru unul dintre membrii familiei lui Conrad.

## Moștenirea
Conrad nu a fost niciodată încoronat ca împărat al Sfântului Imperiu Roman și a continuat să fie doar rege romano-german până la sfârșitul domniei. Pe patul de moarte, în prezența a numai doi martori, nepotul său, Frederic Barbarossa, și episcopul de Bamberg, el l-ar fi proclamat pe Frederic Barbarossa ca succesor, în defavoarea fiului său (pe atunci în vârstă de 6 ani), Frederic de Suabia. Frederic Barbarossa, care îl însoțise pe unchiul său în Cruciada a doua, s-a impus și a fost ales rege german la Köln după câteva săptămâni, tânărului fiu al lui Conrad rămânându-i doar titlul de Duce de Suabia.
Din prima sa căsătorie, cea cu Gertruda de Comburg, fiica lui Henric, conte de Rothenburg (d. 1116), Conrad nu avusese niciun fiu. În 1136 s-a recăsătorit cu Gertruda de Sulzbach, fiica lui Berengar al II-lea de Sulzbach și sora Berthei, devenită ulterior soția împăratului Bizanțului, Manuel I Comnen. Din căsătoria cu Gertruda de Sulzbach au rezultat doi copii: Henric Berengar și Frederic.